# جرالد (آلاباما)
جرالد (به انگلیسی: Gerald) یک منطقهٔ مسکونی در ایالات متحده آمریکا است که در شهرستان داله، آلاباما واقع شده‌است. جرالد ۵۴٫۸۶ متر بالاتر از سطح دریا واقع شده‌است.